# Haunstetter Forst
Haunstetter Forst är ett kommunfritt område i Landkreis Eichstätt i Regierungsbezirk Oberbayern i förbundslandet Bayern i Tyskland.